# Flemingfjord
De Flemingfjord is een fjord in de gemeente Sermersooq in het oosten van Groenland. Hij snijdt in het Jamesonland in en mondt in het noordoosten uit in de Groenlandzee.
De fjord is meer dan 25 kilometer lang.
In het oosten is de volgende grote fjord de Nathorstfjord. In het noorden mondt aan de andere zijde van kaap Biot de Davy Sund met de Koning Oscarfjord uit in de Groenlandzee.